# Lilith (novela)
Lilith es el título de una novela fantástica escrita por el escocés George MacDonald y publicada originalmente en 1895. Su importancia creció con la reimpresión que realizó la editorial Ballantine Books en 1969, en su serie Ballantine Adult Fantasy ("Fantasía para adultos Ballantine").
Actualmente en España se encuentra descatalogada.
Lilith está considerada como una de las obras más oscuras de su autor, y como una de las más profundas. Es una historia sobre la naturaleza de la vida, la muerte y la salvación. Algunos críticos creen que mediante esta novela MacDonald pretendía defender la postura del universalismo cristiano o la reconciliación universal.

## Argumento
El señor Veleta (Mr. Vane, en inglés), el protagonista, es dueño de una biblioteca que parece estar encantada, ya que el espíritu del anterior bibliotecario aún la visita adoptando la forma de un cuervo. Cuando finalmente logra enfrentarse con el fantasma del Señor Cuervo, el señor Veleta descubre que el señor Cuervo conoció a su propio padre; de hecho, el padre de Veleta visitó el extraño universo paralelo del que el señor Cuervo viene y va, y ahora reside allí. Así pues, el señor Veleta decide seguir al señor Cuervo a su mundo (descrito como "el mundo de siete dimensiones") a través de un espejo. 
Dentro de este mundo se encuentra la casa de las camas, en la que los soñadores duermen hasta el fin del mundo, en una muerte dulce en la que se encuentra la vida. El padre del señor Veleta rehusó dormir en esa casa, por lo que fue condenado a batallar con esqueletos en el bosque maldito. Después de un peligroso viaje a través de un valle -en el que la Luna es lo único que lo mantiene a salvo-, el señor Veleta se encuentra con los Amores (The Little Ones), niños que nunca maduraron, sino que siguieron creciendo y volviéndose más tontos, convirtiéndose así en "costales", o "gigantes malos". Tras conversar con Lona, la mayor de estos niños, el señor Veleta decide ayudarles, y parte en busca de más información.
Durante su viaje, el señor Veleta descubre a Lilith, la princesa de Bulika. Aquel, aunque queda casi cegado por la belleza y los encantos de Lilith, sin embargo consigue dirigir a los Pequeños en una batalla contra Bulika. Lona, la amada del protagonista, resulta ser la hija de Lilith, quien la mata. Lilith es después capturada y llevada ante el señor Cuervo, que resulta ser Adán, en la Casa de la Muerte, en la que intentan obligarla a que abra su mano, firmemente cerrada, que contiene el agua que los Pequeños necesitan para crecer. Sólo cuando finalmente ceda, podrá Lilith reunirse con los durmientes en sus sueños pacíficos. Después de una larga lucha, Lilith pide a Adán que le corte la mano; cuando lo hace, Lilith duerme, y el señor Veleta es enviado a enterrar la mano. El agua comienza a manar del agujero en el que la entierra, e inunda todo el valle. Entonces, al señor Veleta se le concede reunirse de nuevo con los Pequeños, ya dormidos, en su sueño. Elige una cama cercana a la de Lona, y descubre la verdadera vida en la muerte.
En el penúltimo capítulo el señor Veleta parece despertar, junto con Lona y los pequeños. Se dirigen a una ciudad celestial y, escalando hacia ella, es devuelto al "mundo real". El último capítulo, "el infinito fin" describe brevemente las dudas del señor Veleta sobre la autenticidad de lo ocurrido, así como de la posibilidad de que siga dormido en la Casa de la Muerte.
La novela se cierra con una cita de Novalis:
"La vida no es un sueño, pero debería serlo y quizá alguna vez lo sea".